# Леснювка (Свентокшиське воєводство)
Леснювка (пол. Leśniówka) — село в Польщі, у гміні Мнюв Келецького повіту Свентокшиського воєводства.